# Fatna Bent Lhoucine
 (avril 2013).
Si vous disposez d'ouvrages ou d'articles de référence ou si vous connaissez des sites web de qualité traitant du thème abordé ici, merci de compléter l'article en donnant les références utiles à sa vérifiabilité et en les liant à la section « Notes et références ».
Fatna Bent Lhoucine (variante : L'Houcine ; en arabe : فاطنة بنت الحسين) est une chanteuse de chaâbi marocain, née en 1935 à Sidi Bennour et morte le 6 avril 2005 dans sa ville natale.
Fatna va se découvrir des talents de chanteuse dès son enfance. Sa principale inspiration à cette époque est la Chikha Ghaliya, originaire, elle, de la région de Oued Zem. Elle ne va pas tarder à tenter sa chance dans la ville de Youssoufia en rejoignant le groupe de Chikh Mahjoub et de son épouse, la Chikha Khadouja Abdia (en référence à la région de Abda, Safi). Elle y passera plus de dix ans en tant que membre de la formation.